# Pothyne obliquetruncata
Pothyne obliquetruncata är en skalbaggsart som beskrevs av J. Linsley Gressitt 1939. Pothyne obliquetruncata ingår i släktet Pothyne och familjen långhorningar. Inga underarter finns listade i Catalogue of Life.